# Xaizar

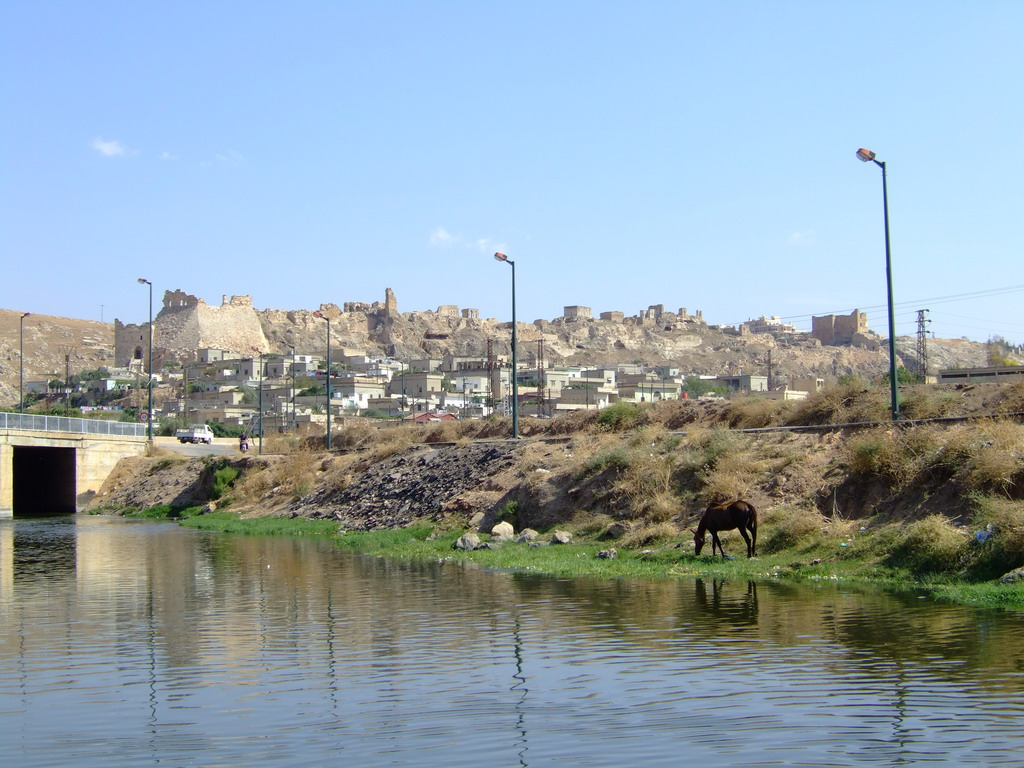
modern llogaret de Saijar amb les ruïnes de la fortalesa al fons

Xaizar (àrab: شيزر, transcrit sovint Shayzar o Shaizar), coneguda en època hel·lenística com a Larisa de Síria (grec antic: Λάρισα ἐν Συρία), fou una antiga ciutat i posteriorment important fortalesa medieval del nord de Síria, a la riba esquerra de l'Orontes, a uns 20 km al nord-oest de Hamat, que va tenir diverses etapes de prosperitat fins que restà abandonada al segle xvi. La fortalesa o vila alta tenia una població a l'entorn i al nord tenia una vila baixa o madina (on avui dia hi ha un llogaret) que estava entre la fortalesa i el pont a l'Orontes. Els atacants de Shayzar van ocupar diverses vegades la vila baixa (que segurament tenia un muralla) però més rarament la fortalesa i vila alta que estava situada a un turó anomenat "la cresta del gall", i era defensada del costat sud per una rasa excavada a la roca.

## Història
Ja apareix esmentada en temps dels egipcis a les Tauletes d'Amarna amb el nom de Senzar o Sezar. Fou refundada pels selèucides vers el 300 aC amb el nom de Larisa, perquè molts dels seus colons provenien de Larisa de Tessàlia. Estrabó la considera part de la regió d'Apamene, amb capital a Apamea, mentre que Claudi Ptolemeu la situa a la regió de la Cassiòtida, amb capital a Antioquia. L'Itinerari d'Antoní la situa a uns 25 km en direcció a Emesa. Durant el domini romà recuperà el nom tradicional, però els autors anteriors encara l'esmenten com a Larisa. Imru-al-Qays l'esmenta abans de l'islam. Abu-Ubayda la va conquerir el 638 i fou un dels districtes del jund d'Homs.
Al segle x pertanyia als hamdànides però fou recuperada pels romans d'Orient el 968, fins al 970 quan va retornar als hamdànides; la van tornar a ocupar del 994 al 998 passant llavors als fatimites però el 999 va caure altre cop en mans gregues que la van conservar uns vuitanta anys. Els Banu Múnqidh instal·lats al nord de Síria, van servir als mirdàsides d'Alep i vers el 1025 van rebre el govern de la regió de Shayzar (però no la ciutat que era romana d'Orient). Sadid-al-Mulk Alí ibn al-Muqàl·lad ibn Múnqidh dels Banu Múnqidh va construir el 1081 un castell anomenat Qàlat al-Jisr («Castell del Pont») que controlava un pont essencial a l'Orontes, amb el qual va aïllar la població i fortalesa de Shayzar del seu rerepaís i va poder així obtenir la mateixa Xaizar, que estava en mans del bisbe d'al-Bara representant nominal de l'Imperi Romà d'Orient, que la va abandonar a canvi d'una indemnització. Cinc emirs hi van governar durant l'època dels Banu Múnqidh:
- Sadid al-Mulk Ali ibn Mukallad 1081-1082
- Abu l-Murhaf Nasr ibn Ali 1082-1098
- Abu Salama Murshid ibn Ali 1098 (llatí Machedolus)
- Abu l-Asakir Sultan ibn Ali 1098-1154
- Tadj al-Dawla Muhammad ibn Sultan 1154-1157

Els croats la van anomenar Cesarea, ja que la van confondre amb Cesarea Mazaca. Els Banu Múnqidh jugaven hàbilment entre els poders veïns i generalment estaven sota protecció d'un poder més important de la rodalia, el principal els emirs d'Alep. A canvi de diners obtenien la retirada dels invasors com el 1110 i el 1121 quan els croats del principat d'Antioquia es van acostar a Shayzar, i el juliol de 1133 quan s'hi va acostar el príncep de Damasc Shams al-Muluk i va assetjar la fortalesa; també van concertar eficients aliances com el 1080 l'emir de Shayzar va casar a una filla amb el príncep seljúcida de Damasc, Tútuix I o després del 1020 quan Sultan va fer un acord amb Balduí II de Jerusalem; vers 1130 l'aliança principal fou amb el nou príncep d'Alep, Zengi, que va contrarestar l'acostament entre els croats i Damasc. El 1109 la fortalesa fou ocupada per unes hores pels ismaïlites nizarites aprofitant l'absència de tropes per protegir-la. El 1138 l'emperador romà d'Orient Joan II Comnè, aliat a croats i a Damasc, va assetjar Shayzar però aquesta es va salvar quan van sorgir conflictes entre els atacants i el setge es va aixecar quan faltava poc rendir-se.
El terratrèmol de 1157 va matar a la major part de membres dels Banu Múnqidh (que assistien a un banquet per una circumcisió en una de les sales de la fortalesa). Només l'esposa de Tadj al-Dawla es va alliberar de la mort així com el príncep Ussama ibn Múrxid, fill d'Abu-Salama Múrxid, el qual estava absent en missió a Damasc. Per impedir la conquesta pels croats, el zengita Nur al-Din Mahmud va córrer a Shayzar i en va agafar la possessió, la va restaurar i la va cedir al seu germà de llet Madjd al-Din Abu Bakr ibn al-Daya. Els Banu l-Daya, d'origen kurd, van administrar la zona fins al 1233 (excepte un breu eclipsi entre 1174 i 1176/1177) primer per compte de Nur al-Din, després de Saladí i finalment dels prínceps aiúbides d'Alep. El 1170 la fortalesa fou novament destruïda per un segon terratrèmol. Madj al-Din va tenir com a successor al seu germà Sabik al-Din Uthman ibn al-Daya, al que va seguir Izz al-Din Masud ibn Uthman i després Shihab al-Din Yusuf ibn Masud. El darrer fou destituït el 1233 pel sultà aiúbida d'Alep al-Aziz ibn adh-Dhàhir (1216-1236) per haver fet submissió durant un temps al príncep aiúbida de Damasc al-Muàddham ibn al-Àdil (1218-1227). Shayzar fou confiada llavors a un amir kurd de nom Dunyar, que depenia directament del príncep d'Alep.
La fortalesa fou desmantellada pels mongols vers 1260. Qalawun la va restaurar el 1290, però ja s'esmenta rarament després d'aquesta data i fou finalment abandonada al segle xvi sota els otomans. De la fortalesa no en queden més que unes ruïnes parcials.